# Colet SVD
Colet SVD ist ein Hersteller von Flugfeldlöschfahrzeugen aus Newark, Kalifornien, USA. Die COLET Special Vehicle Design wurde 1988 von Ralph Colet gegründet. Auch nach seinem Tod 2017 werden die Fahrzeuge weiter angeboten.

## Geschichte und Produkte
Die Cockpits der meisten Colet-Fahrzeuge muten wie Kampfflugzeugcockpits an.
Das erste FLF, der COLET K/15 Jaguar, wurde ca. 1996 entwickelt und vorgestellt.
Es ist ein zweiachsiges Fahrzeug mit 850-hp-Motor (später 600 hp). Dieser Motor beschleunigt das bis zu 1500 gal. (ca. 5700 Liter) fassende Fahrzeug in unter 18 Sekunden von null auf 80 km/h.
Für die Löschmittelabgabe wird der COLET Powerflow II benutzt. Es ist ein HRET-Arm, der den Löschmonitor auf den Boden absenken, direkt vor dem Bediener positionieren oder auf ca. 12 m heben kann.
Seit etwa 1999 wird der K/R40 Jaguar angeboten, mit folgenden Daten::
- Drei Motoren mit insgesamt 1622 PS (1600 HP)
- Chassis: fünf Achsen, vier angetrieben, drei lenkbar
- 0–80 km/h: < 25 s[8] oder < 17 s[9]
- Wasser: 15200 l (4000 US-gal.)
- Schaummittel: 950 l (250 US-gal.)
- Pulver: 227 kg (500 lbs)
- COLET Powerflow II Löscharm wie beim K/15
- Stückpreis[10]: 3,5 Mio. US-$

Etwas später kamen der K/15 ATTCC und der K/30, beide im gleichen markanten Kabinendesign.
Der K/15 ATTCC Jaguar (Air Transportable Trans Continental Capability) hat zwei Achsen, eine Wasserkapazität von 6000 l (1560 gal.) und ist, wie der Name sagt, luftverlegbar (in einer Lockheed C-130). Zum K/15 hat sich auch die Löschmittelabgabe geändert. Es wird jetzt der L/R Gator Powerflow Boom benutzt; er kann nicht auf den Boden abgesenkt werden.
Der K/30 Jaguar folgt dem K/15ATTCC-Design, hat aber drei Achsen und eine Wasserkapazität von 3000 US-gal. sowie den neuen Löscharm. Er soll auch in der C-130 luftverlegbar sein.
Etwa 2010 kam noch der K/40E Jaguar hinzu, ein Vierachser mit bis zu 15.200 l Wasserkapazität. Der fast schon normal aussehende K/40E hat zusätzlich zum L/R Gator Powerflow Boom einen an der Front angebrachten zweiten Löschmonitor.
- Zwei Motoren mit insgesamt 1000 hp (735 kW)
- Chassis: Vier Achsen, drei angetrieben, drei lenkbar
- 0–80 km/h: < 15 s
- Wasser: 15.200 l (4000 US-gal.)
- Schaummittel: 984 l (260 US-gal.)
- Pulver: 227 kg (500 lbs)
- COLET L/R Gator, erreichbare Höhe 13,4 m, bis auf 1,1 m absenkbar
- Länge × Breite: 12,1 m × 2,5 m
- Länge × Breite × Höhe[16]: 12,1 m × 2,65 m × 3,25 m
- Gewicht 32.386 kg (71.400 pounds)
- Besatzung: 1 + 3

Auch um 2010 kam die 2000er-Serie hinzu.
Angeboten wurden folgende Versionen:
- K/15-2000E: 2 Achsen, 1500 US-gal. Wasser
- K/15-2000EAT: 2 Achsen, 1500 US-gal. Wasser, Air Transportable
- K/20-2000E: 3 Achsen, 2000 US-gal. Wasser
- K/30-2000E: 3 Achsen, 2000–3000 US-gal. Wasser
- K/35-2000E: 4 Achsen, 3500 US-gal. Wasser
- K/40-2000E: 4 Achsen, 4000 US-gal. Wasser
- K/47-2000E: 4 Achsen, 4750 US-gal. Wasser
- -2000E: 5 Achsen, 4000–5000 US-gal. Wasser